# Haruna Iikubo
Haruna Iikubo (n. 7 noiembrie 1994, Tokyo⁠(d), Tōkyō, Japonia) este un idol japonez și a făcut parte, din anul 2011, din grupul de muzică pop Morning Musume până in 2018. A fost colider împreună cu Erina Ikuta din anul 2014. Ea a fost modelul revistei Love Berry.

## Solo DVD-uri
- Greeting:Iikubo Haruna

## Filmografie

### Filme și seriale TV
- Inu to Anata no Monogatari
- Glass no Kiba
- Sugaku Joshi Gakuen

### Emisiuni TV
- Hello Pro! Time

## Reviste
- Love Berry
- memew Vol.44
- CM NOW Vol.144

## Legături externe
- en Morning Musume official YouTube channel
- en Morning Musume official profile at helloproject.com Arhivat în 16 decembrie 2018, la Wayback Machine.